# 沃尔夫冈·里姆
沃尔夫冈·里姆（德語：Wolfgang Rihm，1952年3月13日—2024年7月27日），德国当代古典音乐作曲家。他是当代德国最活跃的作曲家之一，曾从著名作曲家卡尔海因茨·施托克豪森学习，其数百部音乐作品广泛运用了多种现代技巧。

## 外部連結
- Wolfgang Rihm （页面存档备份，存于） on The Living Composers Project, worklist
- Wolfgang Rihm （页面存档备份，存于） on the Universal Edition website
- Interview with Rihm Ensemble Sospeso, New York
- 沃尔夫冈·里姆的Discogs页面 （英文）
- 沃尔夫冈·里姆在互联网电影资料库（IMDb）上的資料（英文）
- YouTube上的Wolfgang Rihm: Interview zum 70. Geburtstag - Opernhaus Zürich
- YouTube上的Rihm: Concerto en Sol für Sol Gabetta (Uraufführung)